# Sem-teto

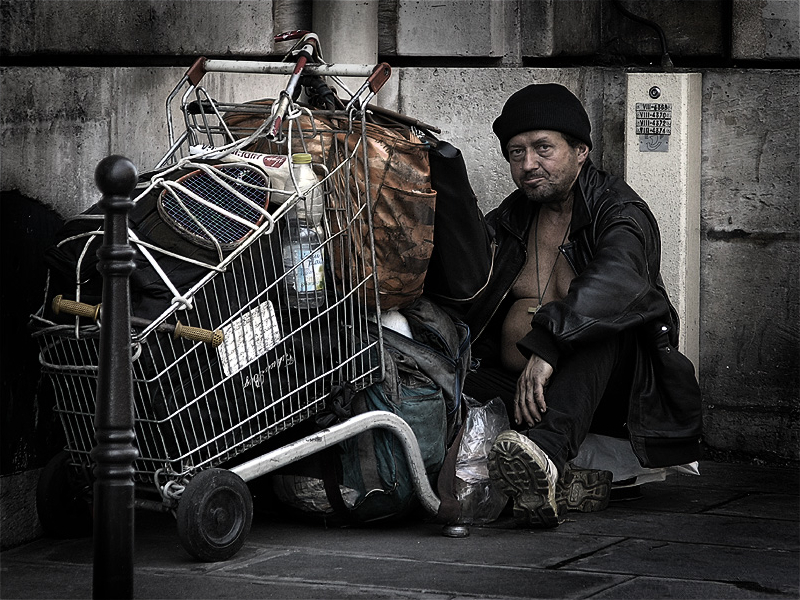
Indivíduo sem-teto em Paris, na França.

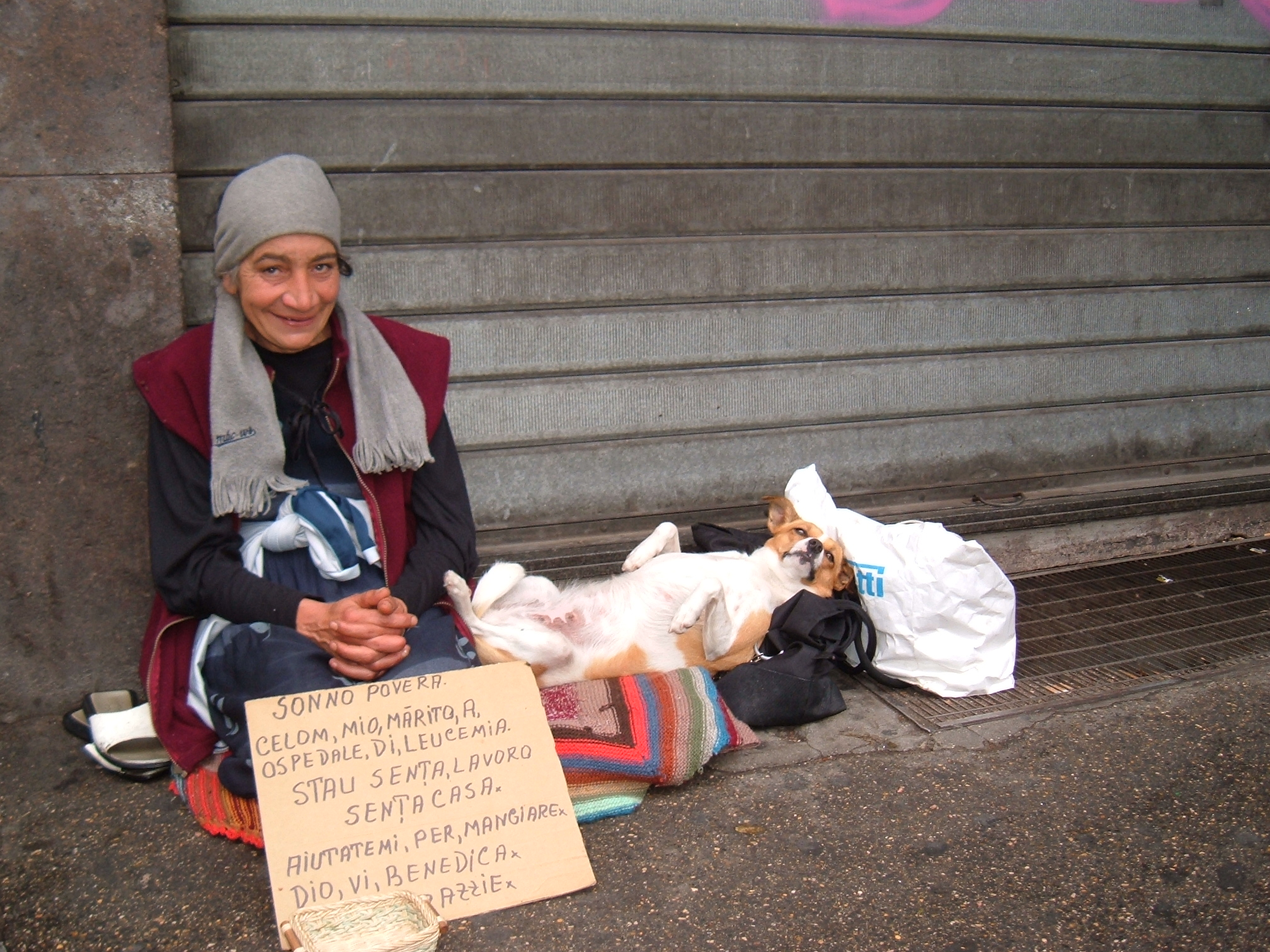
Uma mulher cigana e o seu cão em Roma, na Itália.

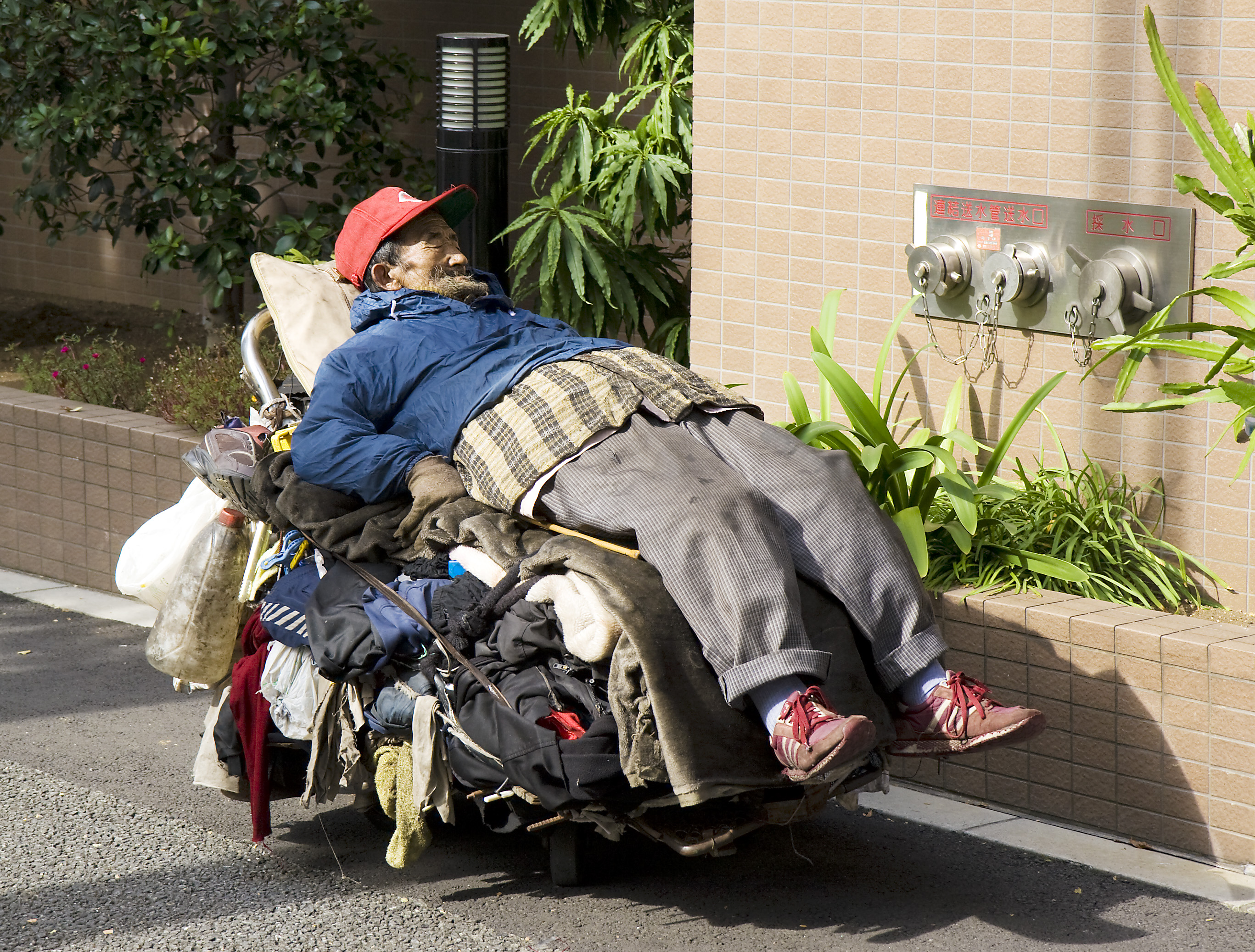
Um sem-teto em Tóquio, no Japão.

Sem-teto,  desabrigado, morador de rua, pessoa em situação de rua ou  sem-abrigo é uma pessoa que não possui moradia fixa, sendo sua residência os locais públicos de uma cidade.
É comum identificar a figura do sem-teto com a de um simples mendigo, embora essa seja uma falsa equivalência. Um mendigo pode ser um sem-teto (ou viver em abrigos institucionais) mas o que o define como tal é o fato de se encontrar inteiramente excluído do mercado de trabalho. Todavia nem todo sem-teto vive da mendicância. Muitos trabalhadores empobrecidos podem se encontrar na condição de sem-teto - o que não os torna mendigos. entre os quais se incluem os trapeiros, trabalhadores por conta própria que recolhem do lixo trapos e outros haveres descartados para seu próprio reuso ou para comércio.
Considerada como um problema social, a existência de uma população sem-teto está intimamente associada à escassez da oferta de moradias acessíveis, que se tornou um fenômeno mundial,  especialmente nas grandes cidades, e está relacionado, em grande  medida,  com a especulação financeira imobiliária, sendo agravado pelo aumento do desemprego e pela queda dos salários, que levam a uma precarização geral das condições de vida.

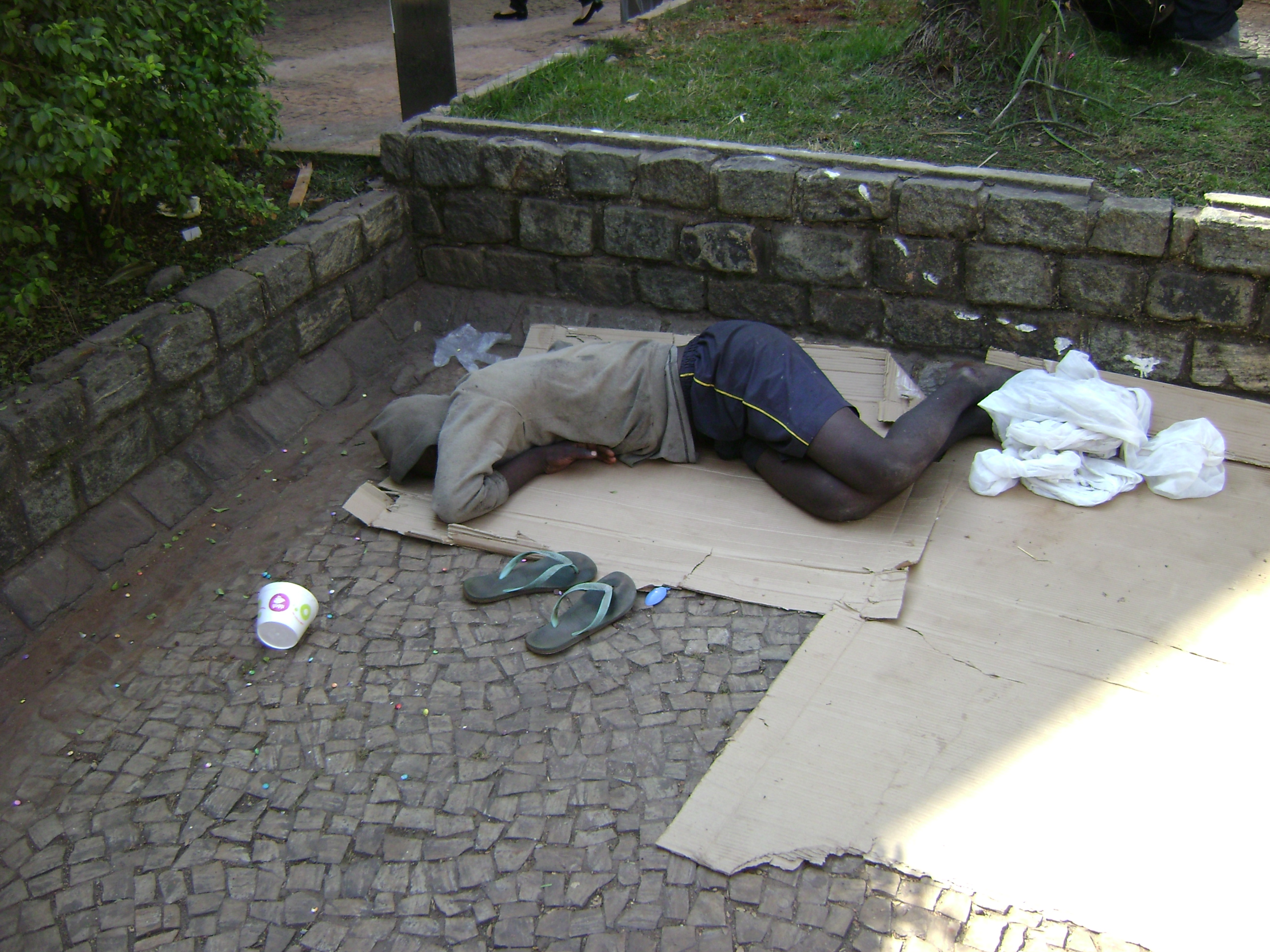
Sem-teto em frente ao McDonald's da Praça da Savassi, em Belo Horizonte, Brasil.

## Definição da Organização das Nações Unidas
A ONU, busca, desde 1940, através de suas agências ou através de consensos na Assembléia Geral, a concordância acerca das condições mínimas para uma pessoa ser considerada como sem-teto. Em 2004 o Departamento de Assuntos Econômicos e Sociais das Nações Unidas, definiu como uma família sem-teto:[carece de fontes?]
| “ | Famílias sem-teto são aquelas famílias sem abrigo que carecem de habitação. Eles carregam suas poucas posses com eles, dormindo nas ruas, ou em outros espaços, numa base mais ou menos aleatória. | ” |

Em 2009, uma reunião da Comissão Económica e de Conferência Estatística Europeia, realizada em na OMS Genebra, definiu como falta de moradia e pessoas desabrigadas em dois grandes grupos:[carece de fontes?]
1. sem abrigo primário. Esta categoria inclui as pessoas que vivem nas ruas sem abrigo que se classifica no âmbito da zona de habitação;
2. sem abrigo secundário. Esta categoria pode incluir pessoas sem local de residência habitual que se deslocam frequentemente entre os vários tipos de acomodações (incluindo moradias, abrigos e instituições para os alojamentos de sem teto ou outros). Esta categoria inclui pessoas que vivem em residências particulares, mas relatam "endereços não usuais" nos censos.

O Comissão Económica e de Conferência Estatística Europeia reconhece que a abordagem acima não fornece uma definição completa do "sem abrigo".
O Artigo 25 da Declaração Universal dos Direitos Humanos, adotado em 10 dezembro de 1948 pela Assembléia Geral das Nações Unidas, contém este texto sobre habitação e qualidade de vida:
| “ | Toda pessoa tem direito a um padrão de vida capaz de assegurar a saúde e o bem-estar próprio e de sua família, inclusive alimentação, vestuário, habitação, cuidados médicos e os serviços sociais indispensáveis, e direito à segurança social em caso de desemprego, na doença, invalidez, viuvez, velhice ou falta de meios de subsistência em circunstâncias fora de seu controle. | ” |

## Definição de sem-abrigo oficial na União Europeia da FEANTSA
Cada país adopta a sua política de serviço social de acordo com uma definição debatida entre técnicos que estudam o assunto. Contudo na Europa existe uma base comum da Fédération européenne des Associations Nationales Travaillant avec les Sans-Abri. Nesta tipologia quem está num alojamento de emergência social que é assistido pelo Estado, se está a dormir na rua ou prédios abandonados define-se como sem-abrigo. Existe ainda a categoria de "sem alojamento" para quem está em habitação provisória "habitação inadequada" para os casos de ocupação ilegal de prédios ou terrenos  "habitação precária" para condições pouco seguras.

## No Brasil

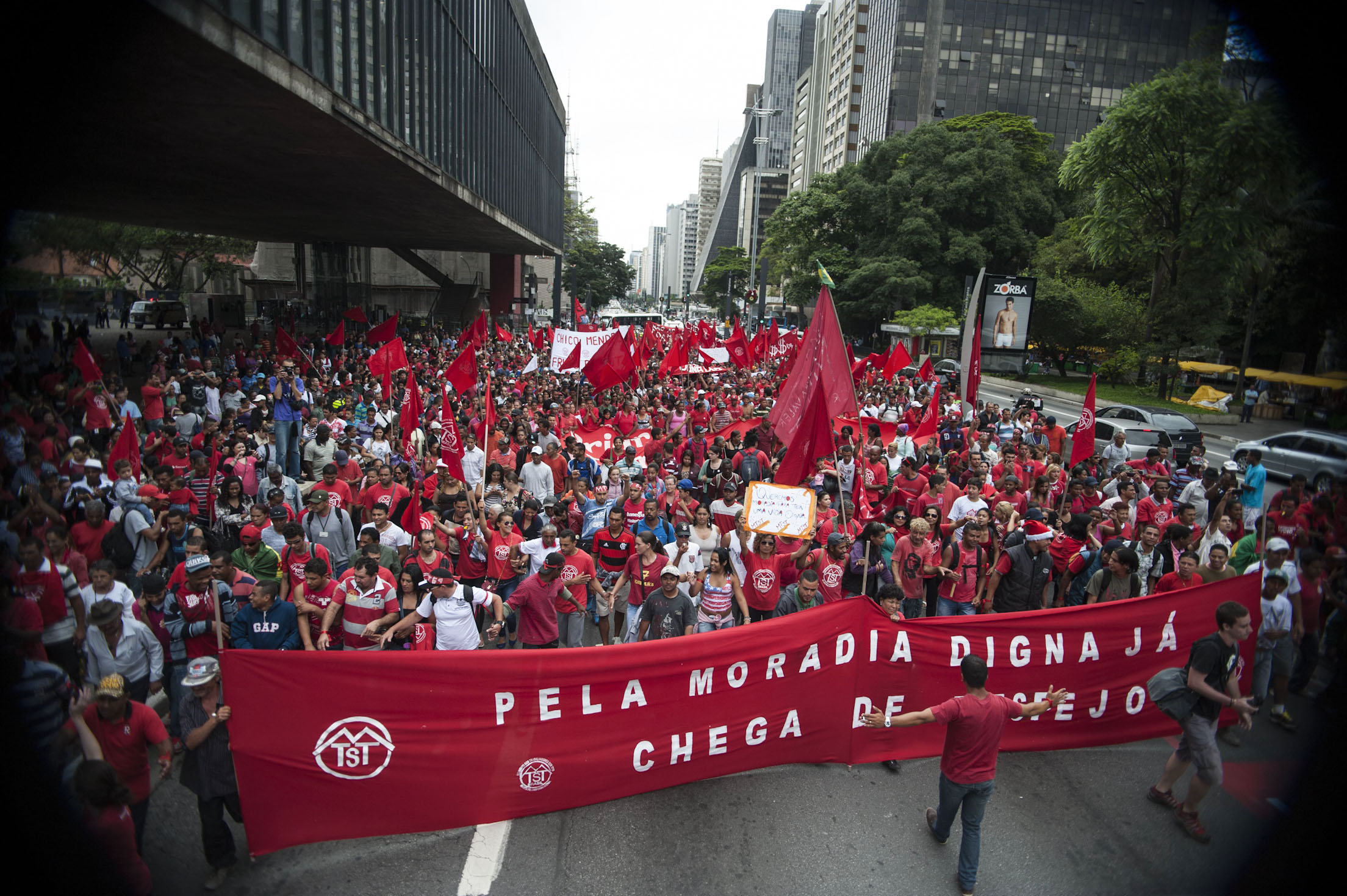
Manifestação do Movimento dos Trabalhadores Sem-teto.
São Paulo, 2013).

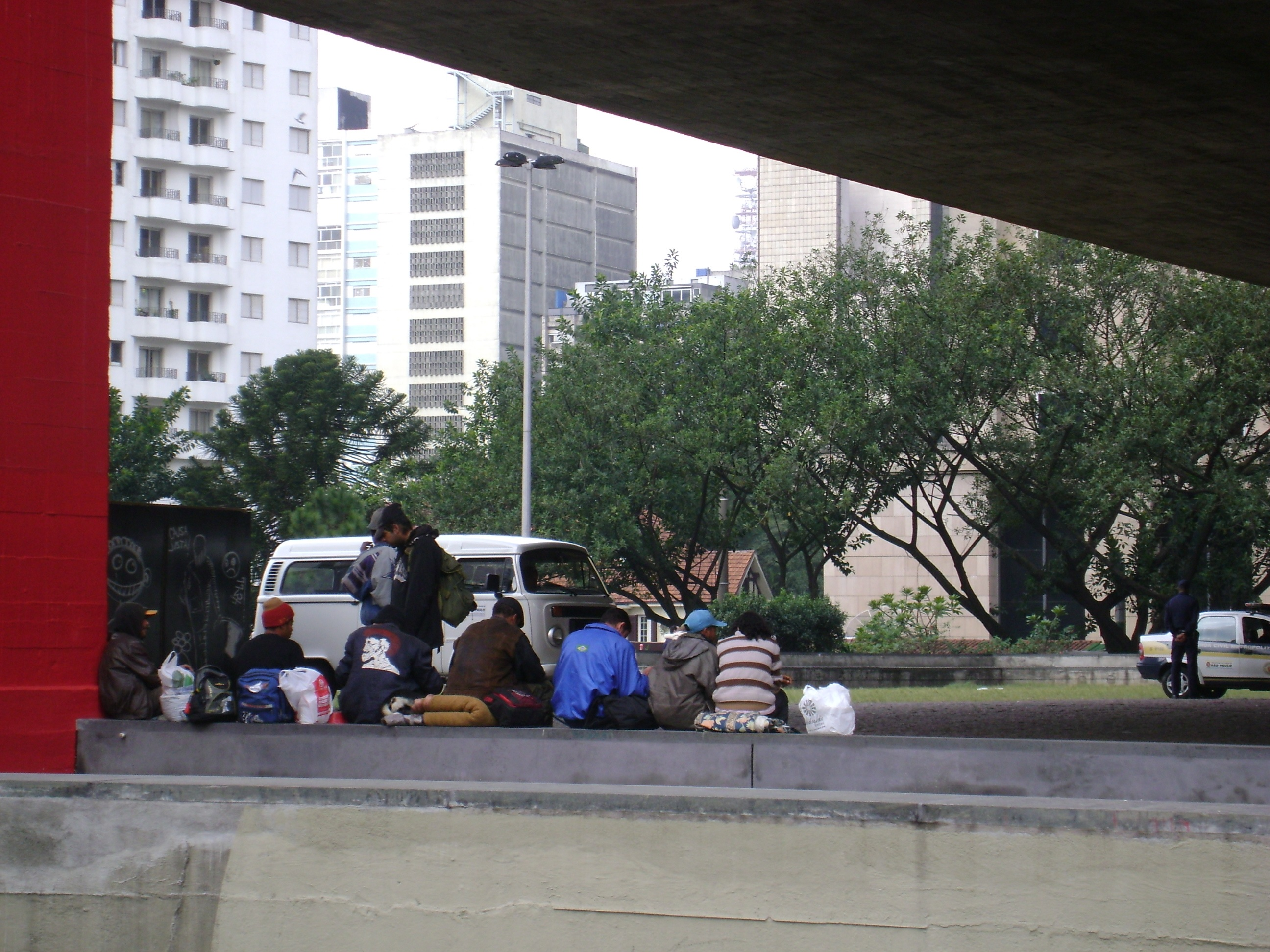
Pessoas sem teto em São Paulo.

Em 2005, segundo dados da Fundação Getúlio Vargas, o déficit habitacional no Brasil era da ordem de 7,9 milhões de unidades. Os  movimentos por moradia, frequentemente organizados pela própria população sem-teto das grandes cidades, estão entre os principais movimentos sociais urbanos do país. Esses movimentos, que muitas vezes operam segundo uma agenda unificada de reivindicações e tendo a reforma urbana como uma bandeira comum a todos,  destacam-se:
- Movimento dos Trabalhadores Sem Teto
- Movimento Nacional de Luta pela Moradia

Há também os sem-teto que moram sob pontes ou viadutos. Por motivos familiares, desemprego, alcoolismo ou   entorpecentes, acabam por ficar sem moradia, seja porque pais ou familiares os colocam para fora de casa ou decidem por si mesmos sairem de suas moradias e acabam por morar nas ruas.

## Em Portugal
Em Portugal a última contagem actualizada dos sem-abrigo, data de 2013, com 852 pessoas a serem contabilizadas presencialmente por 874 voluntários somente em Lisboa. Embora especialistas pensem que seja maior o número de pessoas sem-abrigo.